# Старая Слобода (Ленинградская область)
Старая Слобода — деревня в Янегском сельском поселении Лодейнопольского района Ленинградской области.

## История
Монастырь Александровской и слобода Подмонастырская упоминаются на карте Санкт-Петербургской губернии Ф. Ф. Шуберта 1844 года.

АЛЕКСАНДРОВСКАЯ СТАРАЯ СЛОБОДА — слобода при озере Святом, число дворов — 17, число жителей: 57 м. п., 46 ж. п. 

АЛЕКСАНДРО-СВИРСКИЙ МОНАСТЫРЬ — монастырь при озере Святом, население не означено, ярмарок две . (1879 год)

Сборник Центрального статистического комитета описывал её так:

АЛЕКСАНДРО-СВИРСКАЯ — СТАРАЯ СЛОБОДА — деревня бывшая государственная при озере Святом, дворов — 122, жителей — 122; Две лавки. (1885 год)

Список населённых мест Олонецкой губернии:

СТАРАЯ СЛОБОДА — деревня при озере Рощинском, население крестьянское: домов — 30, семей — 25, мужчин — 89, женщин — 99, всего — 188; некрестьянское: домов — 6, семей — 3, мужчин — 200, женщин — 15; лошадей — 52, коров — 113, прочего — 30 . (1905 год)

В конце XIX — начале XX века деревня административно относилась к Неккульской волости 2-го стана Олонецкого уезда Олонецкой губернии.
С 1917 по 1920 год деревня Старая Свирская Слобода входила в состав Луначарской волости Олонецкого уезда Олонецкой губернии.
С 1920 года в составе Кондушского сельсовета.
С 1922 года в составе Ленинградской губернии.
С 1926 года в составе Свирского сельсовета.
С 1927 года в составе Лодейнопольского района. В 1927 году население деревни составляло 255 человек.

Деревня Старая Свирская Слобода на карте 1932 года

Согласно карте Ленинградской области Северо-западного аэрогеодезического треста ГГУ издания 1932 года деревня Старая Свирская Слобода насчитывала 23 крестьянских двора. В деревне был организован совхоз, а также находилась часовня и почтово-телеграфная контора.
По данным 1933 года деревня Старая Слобода являлась административным центром Свирского сельсовета Лодейнопольского района, в который входили 4 населённых пункта: деревни Новая Слобода, Старая Слобода, Утозеро, Усть-Инема, общей численностью населения 717 человек.
По данным 1936 года в состав Свирского сельсовета входили 3 населённых пункта, 124 хозяйства и 3 колхоза.
С 1 сентября 1941 года по 31 мая 1944 года деревня находилась в финской оккупации.
С 1954 года в составе Андреевщинского сельсовета.
По данным 1966, 1973 и 1990 годов деревня Старая Слобода также входила в состав Андреевщинского сельсовета.
В 1997 году в деревне Старая Слобода Андреевщинской волости проживал 691 человек, в 2002 году — 597 человек (русские — 94 %).
В 2007 году в деревне Старая Слобода Янегского СП проживал 231 человек, в 2010 году — 221 человек.

## География
Деревня расположена в северной части района на автодороге 41К-241 (Свирское — Горка).
Расстояние до административного центра поселения — 27 км.
Расстояние до ближайшей железнодорожной платформы Лодейное Поле — 18 км.
Деревня находится на южном берегу Рощинского озера. В центре деревни расположено озеро Святое.

## Демография
| 1879 | 1885 | 1905 | 1997 | 2007 | 2010 | 2014 |
| ---- | ---- | ---- | ---- | ---- | ---- | ---- |
| 103  | ↗122 | ↗403 | ↗691 | ↘231 | ↘221 | ↘188 |
| 2017 |      |      |      |      |      |      |
| ↘182 |      |      |      |      |      |      |

### Национальный состав
Согласно данным Всероссийской переписи населения 2021 года в деревне проживали 189 человек, из них:
 русские — 169, украинцы — 5, евреи — 2, армяне — 1, греки — 1, карелы — 1, корейцы — 1, лезгины — 1 человек, остальные национальность не указали.

## Достопримечательности
- Свято-Троицкий мужской монастырь преподобного Александра Свирского[21].
- Святой колодец у Александро-Свирского монастыря[22]

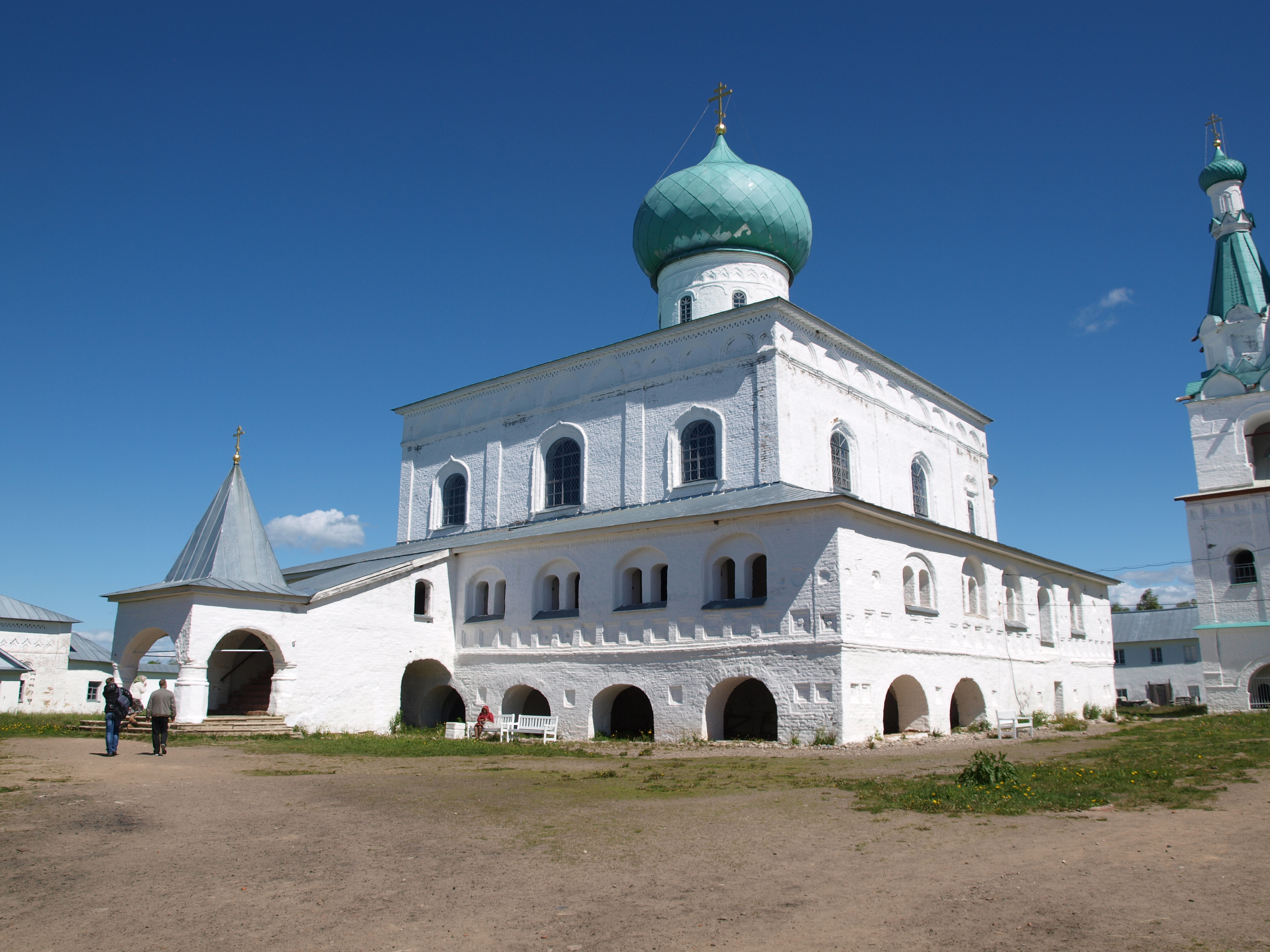
Троицкий собор
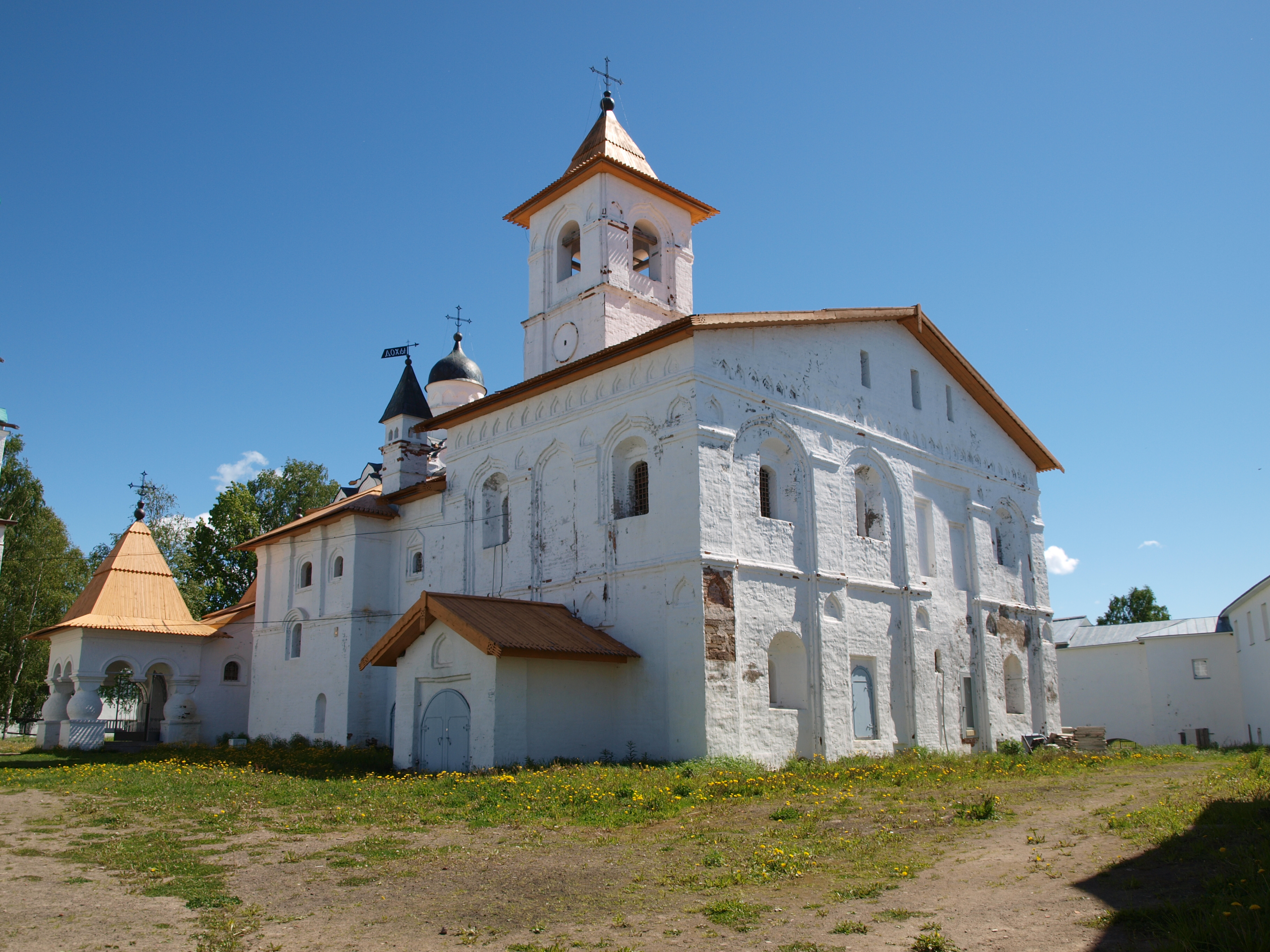
Церковь Покрова Пресвятой Богородицы с трапезной
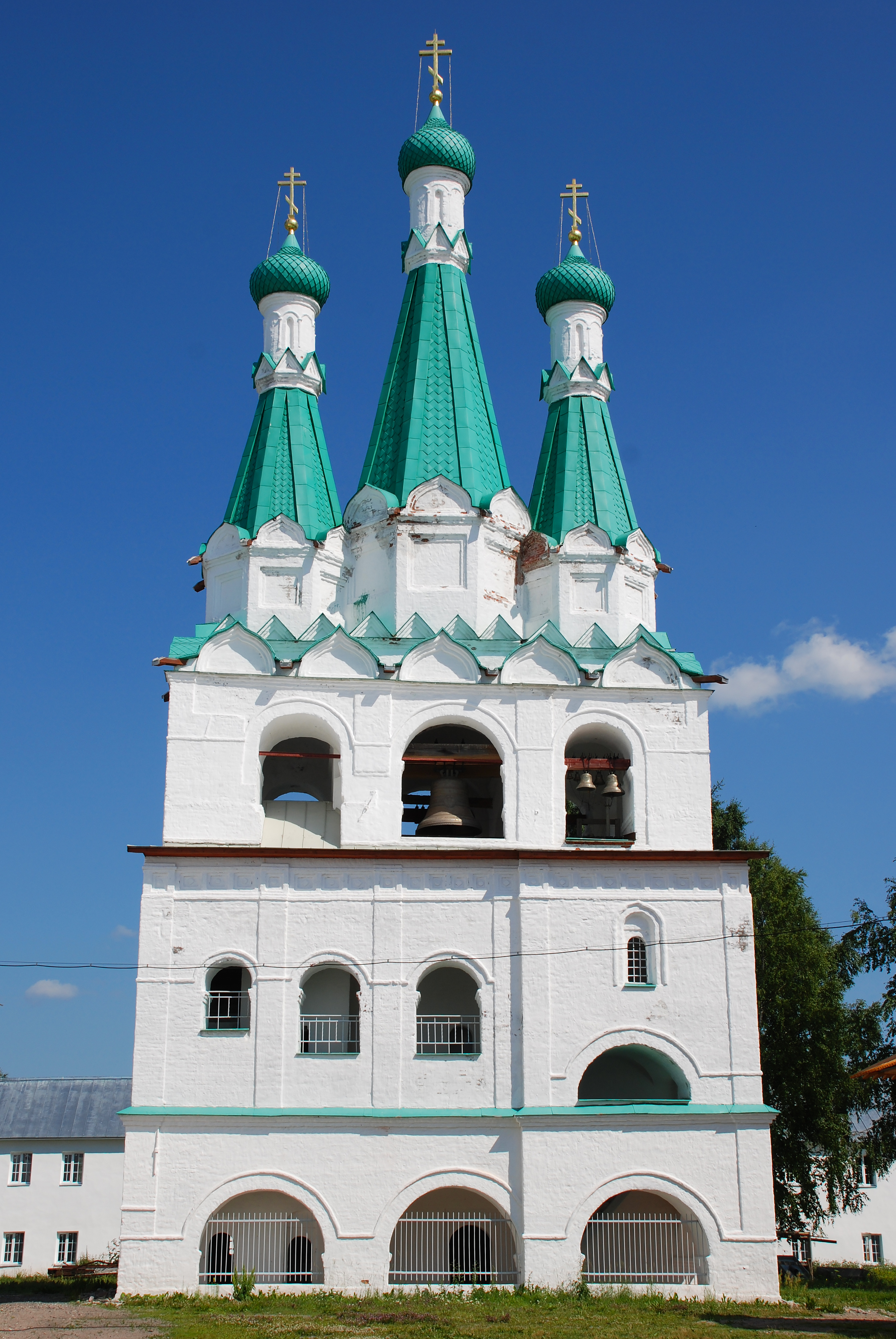
Звонница
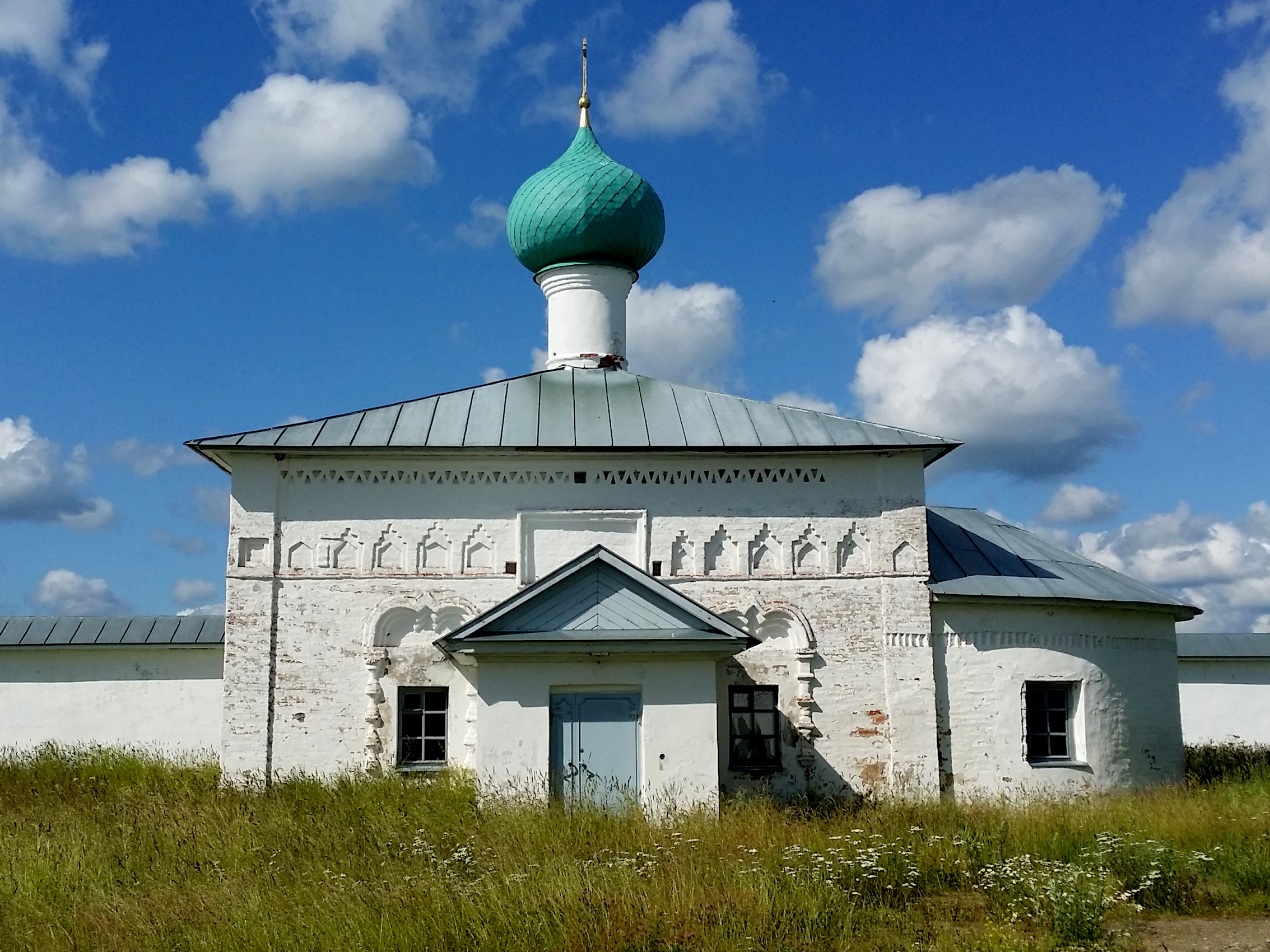
Церковь Преподобного Иоанна Дамаскина
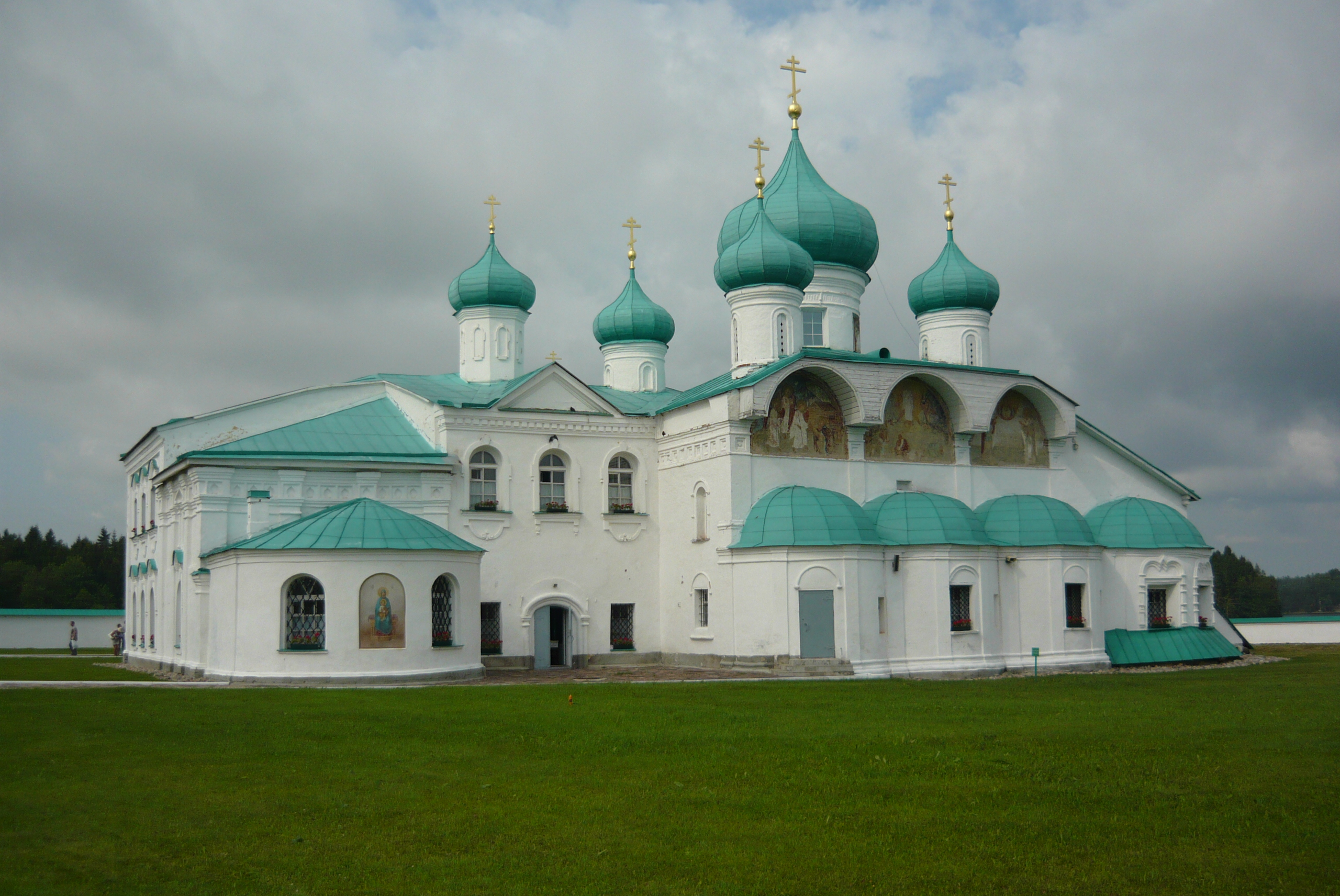
Преображенский собор и церковь Святых праведных Захарии и Елизаветы
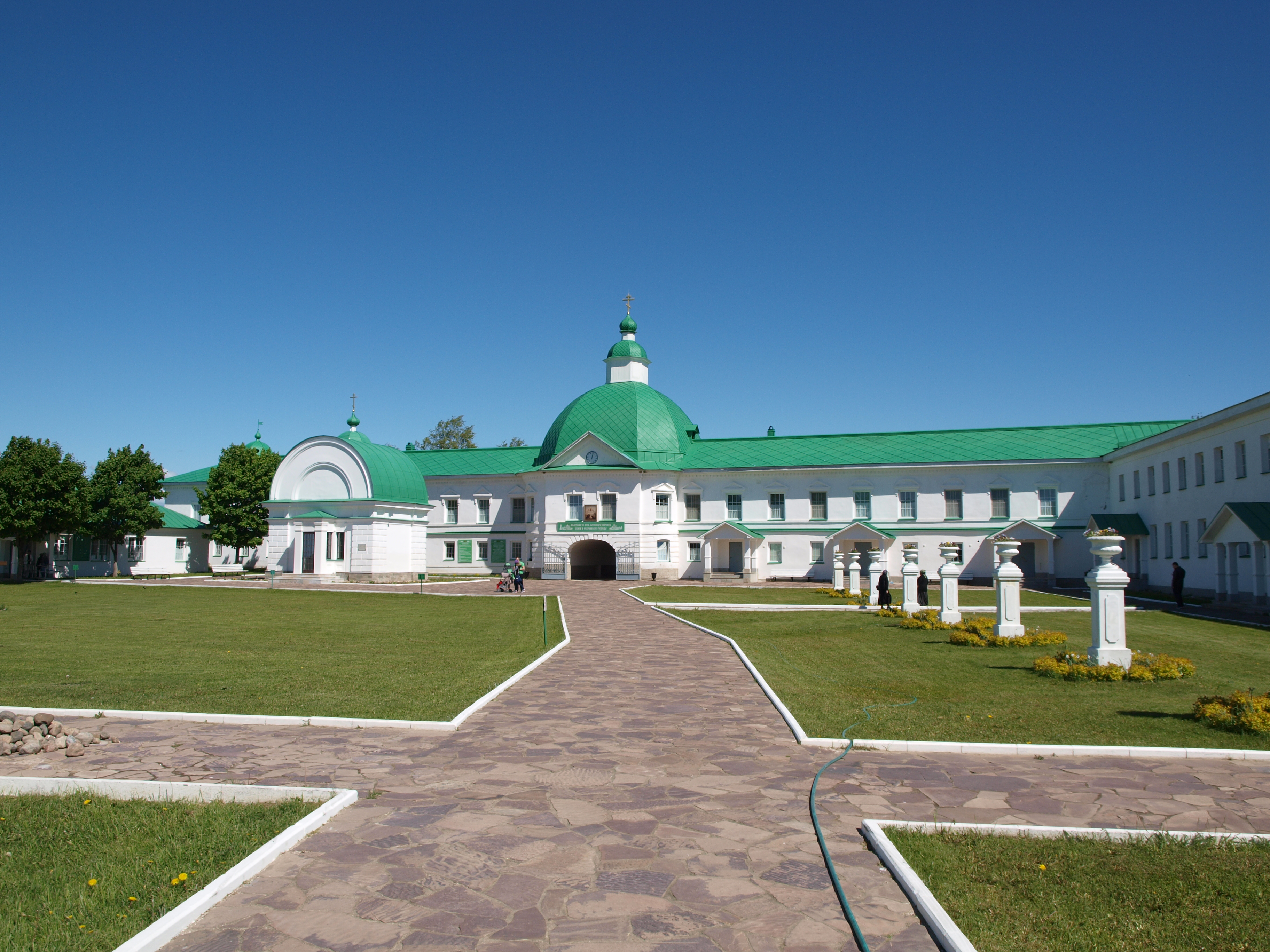
Надвратная церковь Святителя Николая Чудотворца

## Улицы
Новая, тер. Озёрная, Свирская, тер. Солнечная, тер. Старая Слобода.